# Sainte-Blandine (Deux-Sèvres)
 Sainte-Blandine  es una población y comuna francesa, situada en la región de Poitou-Charentes, departamento de Deux-Sèvres, en el distrito de Niort y cantón de Celles-sur-Belle.

## Demografía
| 585 | 520 | 493 | 475 | 492 | 540 |
| Para los censos de 1962 a 1999 la población legal corresponde a la población sin duplicidades (Fuente: INSEE [Consultar]) |     |     |     |     |     |